# Ірландський музей сучасного мистецтва
Ірландський музей сучасного мистецтва (англ. Irish Museum of Modern Art, IMMA) — розташований в Дубліні, Ірландія.
Музей був відкритий в 1991 року в старовинній будівлі Королівського шпиталю, побудованому в XVII столітті. У процесі переобладнання приміщення під потреби музею були враховані сучасні вимоги до виставкових приміщень: споруджені скляні сходи і алюмінієві перила, простір освітлено з урахуванням розташування експонатів.
У музеї організовуються змінні виставки, влаштовуються театральні постановки та концерти.